# Gentlemen Take Polaroids
Gentlemen Take Polaroids é o quarto álbum de estúdio da banda new romantic Japan, lançado em novembro de 1980, e o primeiro dos três álbuns do Japan lançados em LP pela Virgin. Foi produzido por John Punter, assim como o seu antecessor, Quiet Life.Segundo o Allmusic: "último álbum com Rob Dean, Gentlemen Take Polaroids, foi, sem dúvida, o álbum em que o Japan realmente encontrou sua própria voz e abordagem estética".
O Official Charts Company e o 45cat indicam que o álbum foi precedido pelo lançamento do single de "Gentlemen Take Polaroids", em outubro de 1980, tendo chegado na posição #45 nas cartas enquanto o compacto chegou na posição #60. De acordo com o Nightporter, foi o disco do Japan mais vendido no Japão, devido à presença do músico Ryuichi Sakamoto em "Taking Islands In Africa"; mas também cita a presença dos seguintes músicos nas gravações: Simon House (violino em "My New Career"), Andrew Cauthery (oboé em "Nightporter"), Barry Guy (contrabaixo em "Nightporter") e Cyo (vocais em "Methods of Dance"). Antes do lançamento houve a decisão de trocar a música "Some Kind of Fool" por "Burning Bridges", a primeira só aparecendo na coletânea de material solo de David Sylvian, Everything and Nothing, em 2000. Há também no disco a cover de "Ain't That Peculiar", de Smokey Robinson, Marvin Tarplin, Robert Rogers e Warren Moore; mais conhecida na voz de Marvin Gaye.
O Nightporter cita também a edição de 1994 em CD, com as instrumentais "The Experience of Swimming", do tecladista Richard Barbieri, e "The Width of a Room", do guitarrista Rob Dean.[carece de fontes?] A edição remasterizada em CD, de 2003, inclui ambas no final, além de "Taking Islands In Africa", remixada por Steve Nye.

## Faixas
Lado 1
1. Gentlemen Take Polaroids
2. Swing
3. Burning Bridges
4. My New Career

Lado 2
1. Methods of Dance
2. Ain't That Peculiar
3. Nightporter
4. Taking Islands In Africa

## Formação
- David Sylvian - vocal e guitarra base
- Mick Karn - baixo, saxofone, vocais
- Richard Barbieri - teclado, sintetizadores
- Rob Dean - guitarra, vocais
- Steve Jansen - bateria, percussão, vocais

De acordo com a página Life in Tokyo.